# Cavernago
Cavernago là một đô thị ở tỉnh Bergamo trong vùng Lombardia của nước Ý, có vị trí cách khoảng 50 km về phía đông bắc của Milano và khoảng 11 km về phía đông nam của Bergamo. Tại thời điểm ngày 31 tháng 12 năm 2004, đô thị này có dân số 1.903 người và diện tích là 7,5 km².
Đô thị Cavernago có các frazione (đơn vị cấp dưới) Malpaga.
Cavernago giáp các đô thị: Calcinate, Ghisalba, Grassobbio, Seriate, Urgnano, Zanica.